# Kuden
Kuden – miejscowość i gmina w Niemczech w kraju związkowym Szlezwik-Holsztyn, w powiecie Dithmarschen, wchodzi w skład związku gmin Burg-Sankt Michaelisdonn.